# Abronia graminea
Abronia graminea là một loài thằn lằn trong họ Anguidae. Loài này được Cope mô tả khoa học đầu tiên năm 1864.

## Hình ảnh

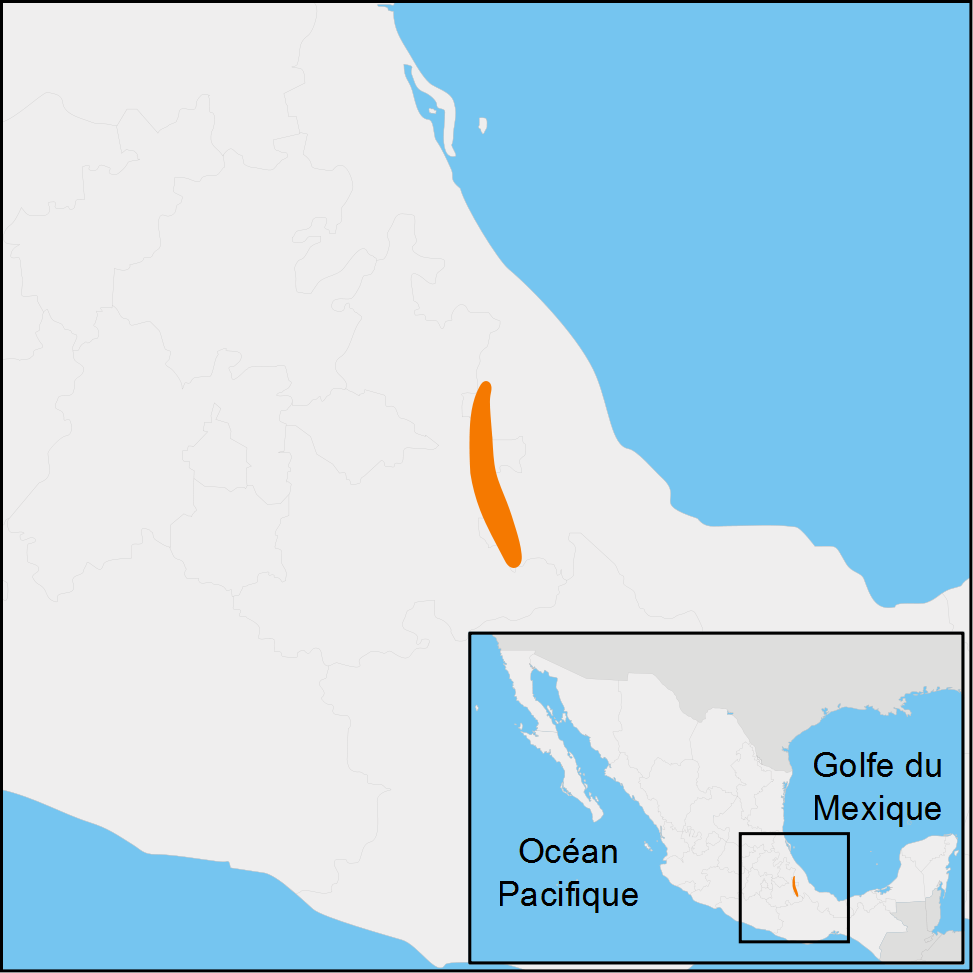